# Руђер од Салерна
Руђер од Салерна (? — 28. јун 1119) био је син Ричарда од Салерна и један од најзначајнијих личности крсташких похода.

## Долазак на власт
Танкред Галилејски умире 12. децембра 1112. године. По његовој изричитој жељи, Понс од Триполија добија његову младу жену Цецилију (ћерка француског краља). Руђер од Салерна, Танкредов вазал, преузима Антиохију. По феудалном праву, Антиохију је требало да преузме Боемундов син рођен из брака са Констанцом из Француске. Међутим, дечак Боемунд II је имао свега три године и живео са мајком у Италији. Тако је Руђер дошао на власт у Антиохији као регент.

## Владавина
Руђер од Салерна је однео велику победу код места Тел Данит, на пола пута између Апамее и Алепа. Битка се одиграла 14. септембра 1114. године. У бици је посечено око 3000 Турака војсковође Барсука ибн Барсук Хамадана. Ова победа донела му је углед какав нико од крсташких вођа до тада није имао. Једино ће касније Ричард Лавље Срце моћи да му се приближи.
Руђеров првенствени интерес био је Алепо са којим се његова кнежевина граничила. Док је Алепом владао евнух Лала мировао је, међутим када је овај убијен, Руђер од Салерна се одлучио на освајање Алепа. Ово је свакако био смели потез јер је Алепо био један од најутврђенијих градова у Светој земљи. Правилно осећајући опасност, емир од Мардина Ил Гази и атабег из Дамаска Тугигин су се веома лако сложили и своје армије покренули ка Алепу. Ускоро су им се придружили и Тухан Арслан, емир од Битлиса (Велика Јерменија), емир од Шазара и многобројна арапска племена из околине Антиохије. Руђер је у помоћ позвао јерусалимског краља Балдуина II Јерусалимског и Понса од Триполија. Обојица су се одазвала и кренула ка Антиохији. Тада је дошла до изражаја врела Руђерова крв.
Немајући стрпљења да чека савезнике, Руђер је са својом малобројном војском кренуо да тражи Турке. Заправо, он је хтео да спречи састајање Ил Газијеве и Тигигинове војске. На пола пута између Антиохије и Алепа, код места Балат сусреле су се војске Руђера од Салерна и Ил Газија. Руђер је сместио своју војску у узан гркљан између две планине, како наводи Кемал ад Дин. Ту се утврдио у намери да сачека остале крсташке вође.
Његови вазали из региона Антиохије тражили су од њега да изведе војску и потражи Турке плашећи се да им Турци не опљачкају земљу. Ил Гази је нагло ударио 28. јуна (по неким изворима са војском од 40.000 људи) на Руђерову војску од тек 700 витезова и 3000 пешака (углавном лошег квалитета јер су регрутовани међу домаћим живљем). Ил Гази је претходно затворио све пролазе где су крсташи могли побећи тако да је за кратко време целокупна хришћанска армија исечена. У бици је погинуо и сам Руђер од Салерна.
Шест недеља након Руђерове погибије, 14. августа 1119. године, јерусалимски краљ Балдуин и Понс од Триполија осветиће га у бици код Тел Данита.

## Породично стабло
|  |                      |  |  |  |  |  |  |  |  |  |  |  |  |  |  |  |
|  | 2. Ричард од Салерна |  |  |  |  |  |  |  |  |  |  |  |  |  |  |  |
|  |                      |  |  |  |  |  |  |  |  |  |  |  |  |  |  |  |
|  |                      |  |  |  |  |  |  |  |  |  |  |  |  |  |  |  |
|  | 1. Руђер од Салерна  |  |  |  |  |  |  |  |  |  |  |  |  |  |  |  |
|  |                      |  |  |  |  |  |  |  |  |  |  |  |  |  |  |  |
|  |                      |  |  |  |  |  |  |  |  |  |  |  |  |  |  |  |
|  | 3.                   |  |  |  |  |  |  |  |  |  |  |  |  |  |  |  |
|  |                      |  |  |  |  |  |  |  |  |  |  |  |  |  |  |  |
|  |                      |  |  |  |  |  |  |  |  |  |  |  |  |  |  |  |